# Lyconotus lateralis
Lyconotus lateralis es una especie de escarabajos de alas de red perteneciente a la familia Lycidae. Se encuentra distribuido en América del Norte, incluyendo México. Su predador natural es Elytroleptus floridians.

## Descripción
L. lateralis difiere notablemente en la coloración de los patrones rojo, naranja o amarillo y negro característicos de la mayoría de los miembros del género, siendo negro, con los elitrales del húmero y los lados y ápice del pronoto son naranja leonado. Se parece mucho a lícidos de otros géneros que se encuentran en la misma zona. Es una especie que posee de un complejo de mimetismo mülleriano.